# 富爾菲爾斯特山
47°7′47.5″N 9°23′48″E / 47.129861°N 9.39667°E
富爾菲爾斯特山（Gross Fulfirst），是瑞士的山峰，位於該國東北部，由聖加侖州負責管轄，屬於阿彭策爾阿爾卑斯山脈的一部分，海拔高度2,384米，每年平均降雨量1,954毫米。

## 外部連結
- Fulfirst on Hikr （页面存档备份，存于）